# Hylesia nigricans
Hylesia nigricans es una especie de lepidóptero ditrisio de la familia Saturniidae.  Se conoce a las orugas con el nombre común de gata quemadora, gata peluda, gusano quemador, azotador‚ aparita, quemador, chin ahuate, gusano pollo, barba de indio o gusano de ortiga.
La mariposa hembra alcanza en promedio 45 mm de envergadura con las alas extendidas. Sus larvas u orugas miden en promedio 40 a 45 mm, y poseen un aspecto peculiar, con el cuerpo cubierto de pelos ramificados urticantes que al entrar en contacto con la piel generan irritación, y producen una dermatitis extendida.
Posee un apetito voraz, ataca plantas frutales, ornamentales y forestales. En Argentina fue declarada plaga nacional en 1911.
Existen productos químicos para controlar su distribución.